# Topsentia kushimotoensis
Topsentia kushimotoensis är en svampdjursart som först beskrevs av Kazuo Hoshino 1977.  Topsentia kushimotoensis ingår i släktet Topsentia och familjen Halichondriidae. Inga underarter finns listade i Catalogue of Life.